# Rant in E-Minor
Rant in E-Minor är ett livealbum av komikern Bill Hicks som släpptes postumt 1997. Skivan släpptes genom skivbolaget Rykodisc.

## Spårlista
- Del ett
  - Kapitel ett
    - 1. "Fevered Egos" – 4:05
    - 2. "Easter" – 1:19
    - 3. "Gideons" – 1:05

  - Kapitel två
    - 4. "People Suck" – 0:21
    - 5. "Pro Life" – 4:13
    - 6. "People Who Hate People" – 0:32
    - 7. "Non-Smokers" – 2:39
    - 8. "Gifts of Forgiveness" – 5:09
    - 9. "Purple Vein Dick Joke" – 0:29

  - Kapitel tre
    - 10. "Confession Time (COPS)" – 4:25
    - 11. "Wax Dart" – 0:30
    - 12. "I'm Talking to the Women Here" – 1:10
- Del två
  - Kapitel fyra
    - 13. "You're Wrong Night" – 5:37

  - Kapitel fem
    - 14. "A New Flag (Patriotism)" – 1:13
    - 15. "Gays in the Military" – 2:24
    - 16. "I.R.S. Bust" – 1:09
    - 17. "Politics in America" – 0:39
    - 18. "Quiet Loner" – 0:57

  - Kapitel sex
    - 19. "Artistic Roll Call" – 4:33
    - 20. "Orange Drink" – 1:08
    - 21. "Save Willie" – 1:30

  - Kapitel sju
    - 22. "Deficit (Jesse Helms)" – 2:47
    - 23. "Rush Limbaugh" – 2:21
- Del tre
  - Kapitel åtta
    - 24. "Time to Evolve" – 3:16

  - Kapitel nio
    - 25. "Waco (Koresh)" – 5:35
    - 26. "The Pope" – 1:02
    - 27. "Christianity" – 0:27
    - 28. "Seven Seals" – 0:28

  - Kapitel tio
    - 29. "One of the Boys (Clinton)" – 1:03
    - 30. "Car Bomb Derby" – 0:26
    - 31. "The Elite" – 1:06

  - Kapitel elva
    - 32. "Love List (No Future)" – 2:56
    - 33. "Back to the Garden" – 1:20
    - 34. "Your Children Aren't Special" – 3:13
    - 35. "Wizards Have Landed" – 1:43
    - 36. "Lift Me Lord" – 0:53